# Équipe d'Irlande féminine de hockey sur gazon
L'équipe d'Irlande de hockey sur gazon féminin est l'équipe représentative de l'Irlande (République d'Irlande et Irlande du Nord) dans les compétitions internationales féminines de hockey sur gazon. 

## Palmarès

### Jeux olympiques
- 2020 : 10e

### Coupe du monde
- 1986 : 12e
- 1994 : 11e
- 2002 : 15e
- 2018 :  2e

### Ligue mondiale
- 2012-13 : 2e tour
- 2014-15 : 1/2 finales
- 2016-17 : 1/2 finales

### Championnat d'Europe
- 1984 : 5e
- 1987 : 7e
- 1991 : 8e
- 1995 : 8e
- 1999 : 9e
- 2003 : 6e
- 2005 : 5e
- 2007 : 6e
- 2009 : 5e
- 2011 : 6e
- 2013 : 7e
- 2017 : 6e
- 2019 : 5e
- 2021 : 6e